# Xarnuta stellaris
Xarnuta stellaris är en tvåvingeart som beskrevs av Hardy 1970. Xarnuta stellaris ingår i släktet Xarnuta och familjen borrflugor. Inga underarter finns listade i Catalogue of Life.